# Maria Katharina Prestel
Maria Katharina Prestel (Núremberg, 22 de julio de 1747 - Londres, 16 de marzo de 1794), nacida Maria Katharina Höll, fue una pintora, grabadora en aguafuerte y acuarelista alemana que desarrolló su carrera profesional en Alemania y en Inglaterra.

## Trayectoria
Höll era la hija mayor de Maria y Thomas Höll, un comerciante perteneciente a una familia del patriciado de Núremberg. En su juventud, recibió clases de dibujo y pintura en miniatura, probablemente del retratista Leonhard Fischer, aunque no se sabe su duración ni en qué consistían. Sus padres no aceptaban con gusto el interés de Höll por el arte. 
Desde 1769 fue también alumna de Johann Gottlieb Prestel. Con él abarcó toda el espectro artístico, incluyendo teoría del arte, estudio de la naturaleza, dibujo, las diversas técnicas de pintura y las técnicas de grabado. Höll y Prestel se casaron el 20 de julio de 1772. 
En 1773 nació el primero de los cuatro hijos de la pareja. Ursula Magdalena Reinheimer (1777-1845) fue pintora y grabadora gracias a las enseñanzas de su madre.
La carrera profesional de la artista, ahora Prestel, comenzó de forma paralela a su matrimonio. La pareja fundó un taller en el que se especializaron en la reproducción de obra artísticas. Utilizaron principalmente la técnica del grabado al aguatinta, muy popular en Alemania en esa época, en combinación con otras técnicas mixtas. La ventaja de la técnica del grabado al aguatinta era que es rápida de aprender, el método de trabajo es cercano al del dibujo o la acuarela y el proceso de producción es más rápido que el grabado en cobre. 

Entre 1776 y 1785 la pareja Prestel publicó conjuntamente los portafolios Praunsches Kabinett (1776-1780), Schmidtsches Kabinett (1779-1782) y Kleines Kabinett (1782-1785). Estas carteras eran reproducciones de colecciones de originales que se producían por suscripción. Estos portafolios se hicieron populares en el siglo XVIII, ya que permitían a las clases medias altas formar una colección. 

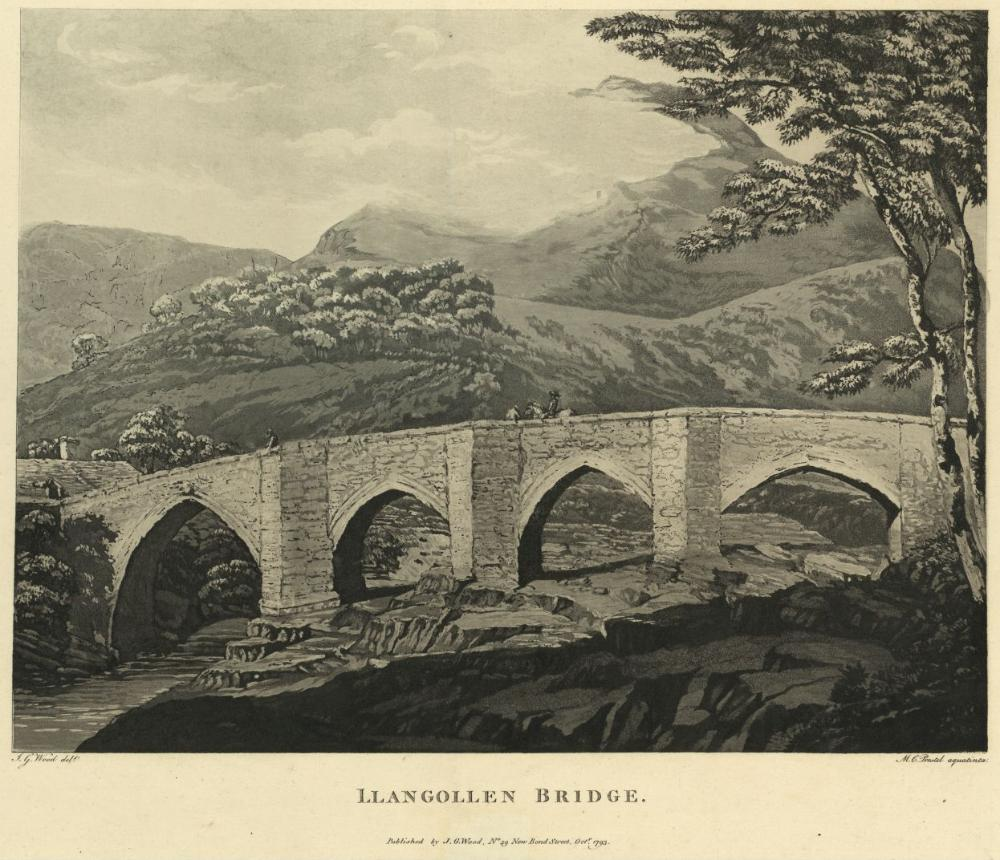
Grabado de Maria Katharina Prestel sobre una obra de John George Wood de 1793

Económicamente su taller no tuvo éxito, lo que hizo que los Prestel tuvieran que abandonar Núremberg. Ella fue la primera en ir a Fráncfort del Meno en 1782, cambio en el que fue apoyada por Heinrich Sebastian Hüsgen, un amigo de la familia. En esta ciudad vivió con el pintor Christian Georg Schütz el Viejo (1731-1791) y trabajó como grabadora. Y un año más tarde llegaron su marido y sus hijos y la siguieron con el taller. 
El marido de Prestel era una persona difícil, conocido por sus caprichos y libertinaje. Ella se separó de él en 1786 y se fue a Londres, que era entonces el centro principal de reproducción gráfica de dibujos y grabados. Allí trabajó como grabadora de reproducciones, entre otros para John Boydell (1719-1804) y la editorial Molteno & Colnaghi. Más tarde, sus dos hijos menores, Ursula Magdalena y Michael, la siguieron a la capital inglesa. La parte londinense de la familia mantuvo económicamente a los miembros de la familia que quedaron en Fráncfort. 

Maria Katharina Prestel murió en Londres en 1794. 

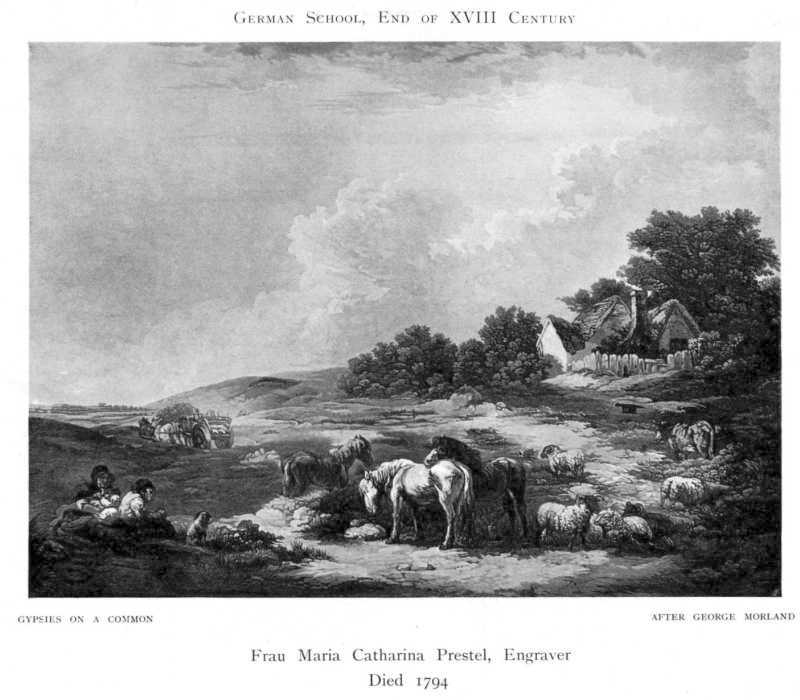
Gitanos en común, impreso por Maria Katharina Prestel sobre una obra de George Morland